# Пиемонтска кухня
Кухнята на регион Пиемонт, Северна Италия, е богата на традиционни ястия и продукти. Те варират от продукти в търговската мрежа, като колбаси и сирена, до традиционни кулинарни ястия.

## Характеристики
Пиемонтската кухня е много разнообразна и се базира на съставки като телешко месо, вино, често използвано и за готвене на храна, масло за разреждане на силните вкусове на много ястия, трюфели, дивеч, сладководна риба, ориз, зеленчуци като чушки, испански артишок и праз. Отчасти е повлияна от френската кухня и това е видимо по-специално от значението на предястията. Предястията варират от чушки, овкусени със сосове фондю, сурово месо по маниер от Алба до салата с яйца и трюфели, от телешко със сос от аншоа до богатия асортимент от сушени меса и сирена. Сред тях са брус, Бра, бетелмат и кастелманьо.
Олиото и аншоата, и двете от лигурски произход, се използват за приготвяне на ястия като баня кауда – една от най-характерните за Пиемонт. Сред първите ястия в региона са пастата аньолоти, пълнени с говеждо месо, наденица, зеле и трюфели и консумирани подправени или не с масло и салвия или с рагу, ньоки ала бава (със сирене фонтина) и паста тальолини, често подправени с олио и трюфели. Също така забележителни са храните на основата на ориз. Той се използва за приготвяне на някои традиционни ястия от областите Ломелина, Верчели и Новара, като ризотото, наречено паниса, и ризотото с жаби. Телешкото е в основата на много традиционни основни ястия, като смесени пърженки (сред които има месо, карантия, зеленчуци, сладкиши от грис и бисквити амарети), телешко със сос от аншоа, задушено месо във вино Бароло, смесено варено месо (за ядене с банет верд (зелен сос) от аншоа и магданоз и пикантен банет рос) и финанциера (сложна рецепта, съдържаща телешко месо, карантия и гъби, набрашнени и приготвени в масло). Сред типичните основни ястия, приготвени с други видове месо, е известното „пиле Маренго“ с гъби, както и магарешки тапулон (надробен кебап). Десертите също са много важни, често приготвени с лешници и какао, като горещ шоколад, бонбони джандуйоти, бисквити бачи ди дама, бишкоти, бисквити амарети и много други разновидности. Пиемонт е район на известни вина като Бароло, Арнеис, Барбера и много други.
В своята 21-ва ревизия на традиционните хранително-вкусови продукти Министерството на земеделската и хранителната политика на Италия, в сътрудничество с регион Пиемонт, признава 342 продукта от региона за традиционни. Пиемонт е шестият регион в Италия по брой продукти след Кампания, Тоскана, Лацио, Емилия-Романя и Венето.
Сред различните специалитети, Пиемонт е известен с много сирена и традиционни ястия, включително:

### Хляб
- Биова
- Ghërsin (грисини), в двете версии robatà и stirà.

### Предястия
- Колбаси
- Аншоа, обезсолени и мариновани, или сирене томино с банет верт (зелен сос) или банет роз (пикантен сос)
- Пилешка салата по пиемонтски: пилешки гърди, сварени в бульон, нарязани на хапки и подправени със сос от обезсолени и обезкостени аншоа, зехтин, горчица и лимонов сок
- Батсоà – пържени свински или телешки крачета
- Сурово месо по албийски
- Мариновано месо (с марината карпионе)
- Капонет – зелеви сърми с кайма
- Куня – нещо средно между мармалад и сос, подходяща за варени меса, сирена и полента
- Туршия (Джардиниера)
- Салата от нервети (телешки хрущяли)
- Моцета – вид колбас
- Чушки с Баня кауда (сос от аншоа)
- Тартар (сурова говежда или рибена кълцана кайма с евентуални овкусявания и сосове)
- Наденица от Бра
- Картофен субрик (пърженки)
- Лин или друга маринована риба в марината карпионе
- Електрически томини
- Заешка риба тон (студено варено заешко в салвия, сол и олио)
- Шкембе от Монкалиери
- Телешко със сос от аншоа (Витело тонато)
- Пържени твърдокори тикви в марината

- Томини със зелен сос
- Сурово месо по албийски
- Капонет
- Джардиниера
- Салата от нервети
- Моцета
- Баня кауда
- Тартар
- Субрик
- Лин в марината карпионе
- Заешка риба тон
- Шкембе от Монкалиери
- Витело тонато

### Сосове
- Зелен чеснов сос[4]
- Банет верт (сос от магданоз, сол и маринована аншоа)
- Банет рос (сос от люта чушка и домат)
- Пастет от черни маслини[5]

### Първи ястия
- Аньолот
- Agnolòt dël plin
- Ньоки с кастелманьо
- Лазаня със свинска кръв
- Макарон дел фрет
- Паниса (вид ризото)
- Паста с аншоа
- Полента конча (полента със сирена)
- Сарацинска полента
- Ризото със сирене
- Ризото с вино Бароло
- Ризото с уртие (коприва)
- Ризото с жабешки бутчета
- Таярин (ръчно изработени яйчени талятели)
- Минестра маритата (Омъжена супа – ястие от ориз, спанак и яйца)
- Дзупа митоната (чорба от стар хляб, месен бульон и сирене)   - Аньолоти
  - Аньолоти дел плин
  - Ньоки с кастелманьо
  - Паниса
  - Полента конча
  - Дзупа митоната

### Втори ястия
- Самбуканско агнешко
- Смесено варено
- Задушено месо (бразато) във вино Бароло
- Капон
- Еленско с civet (вид рагу)
- Сив карманьолски заек
- Frisse (вид свински кюфтета)
- Финанциера (телешки и пилешки карантии в оцет или вино Марсала)
- Frità ëd luvertin (омлет с див хмел)
- Омлет с коприва
- Смесени пърженки по пиемонтски
- Кокошка от Салуцо
- Охлюви от Кераско
- Миротон (телешко месо и лук, краставици и подправки)
- Варена биелска палета
- Пържени манатарки
- Пуча (свинско със зеле и полента)
- Оризищени жабешки бутчета
- Тапулон (магарешки кебаб)

- Смесено варено
- Бразато с Бароло
- Фрисе
- Финанциера
- Омлет с див хмел
- Смесени пърженки по пиемонтски
- Миротон
- Биелска палета
- Тапулон

### Самостоятелни ястия
- Баня кауда ()
- Мазен боб ()
- Рундит ()
- Тартрà ()

### Сладкиши
- Амарети от Момбаруцо
- Бачи ди дама
- Бачи ди галина
- Бичолан
- Бонет
- Брут е бон
- Канестрели
- Пиемонтски каноли
- Каритон
- Каваньолезе
- Чевезе
- Копа сабауда
- Копета
- Кунеези с ром
- Диаблотини
- Финокини
- Фокача от Киери
- Фокача от Суза
- Fricieuj ëd pom (frittelle di mele)
- Fugassa d’la Befana
- Джандуйоти
- Крумири
- Марон гласе
- Целувки със сметана
- Торта с целувки (Мерингата)
- Mon ëd Mongardin
- Орехчета (ночолини) от Кивасо
- Пасте ди мелига
- Круши с вино
- Петифури
- Скуича
- Тапит
- Torcèt (торчети)
- Кестенова торта (Кастанячо)
- Лешникова торта (лешници от сорт „Тонда джентиле“ от Ланге)
- Торта джандуя
- Халва с орехи
- Persi pien (пълнени с амарети и какао праскови)
- Умбертино[6]
- Торта 900
- Тимбало с круши Мартен Сек
- Дзабайоне

- Амарети
- Бачи ди дама
- Бичолан
- Бонет
- Брут е бон
- Канестрели
- Каноло
- Финокини
- Фокача от Суза
- Ябълкови пърженки
- Джандуйоти
- Крумири
- Марон гласе
- Целувки със сметана
- Орехчета от Кивасо
- Пасте ди мелига
- Круши с вино
- Дзабайоне
- Петифури
- Тапит
- Торчети
- Кастанячо
- Лешникова торта